# Britská okupační zóna Německa
Britská okupační zóna Německa byla jedním ze čtyř okupačních útvarů, v červenci 1945 vítěznými spojenci zřízených v poválečném Německu na základě výsledků Postupimské konference. 1. ledna 1947 se stala součástí tzv. bizónie.

## Územní rozsah
V rámci této zóny vytvořila britská vojenská vláda v letech 1945 a 1946 následující správní jednotky (země):
- Dolní Sasko,
- Severní Porýní-Vestfálsko,
- Šlesvicko-Holštýnsko a
- Hamburk,

které se 23. května 1949 staly spolkovými zeměmi SRN.

## Okupační správci
Vojenští guvernéři
1. 22. květen – 30. duben 1946 Bernard Law Montgomery
2. 1. květen 1946 – 31. říjen 1947 William Sholto Douglas
3. 1. listopad 1947 – 21. září 1949 Brian Hubert Robertson

Vysocí komisaři
1. 21. září 1949 – 24. červen 1950 Brian Hubert Robertson
2. 24. červen 1950 – 29. září 1953 Ivone Kirkpatrick
3. 29. září 1953 – 5. květen 1955 Frederick Millar